# Rolf Gohs
Rolf Gohs (Tallinn, 26 oktober 1933 – Solna, 23 augustus 2020) was een Ests-Zweeds striptekenaar en illustrator. Daarnaast was hij aan het begin van zijn loopbaan fotograaf en heeft hij een korte film gemaakt. Hij woonde in Solna bij Stockholm.

## Biografie
Gohs werd geboren in Estland. Tijdens de Tweede Wereldoorlog woonde hij in Polen en in 1946 verhuisde hij met het gezin naar Zweden. Op zijn zestiende zei hij zijn school vaarwel en ging hij aan het werk bij de uitgeverij Centerförlaget. Hier werkte hij samen met kunstenaars als Nils Egerbrandt. Toen de uitgever een tekort had aan origineel Italiaans werk, kreeg hij de kans om te tekenen aan het stripboek Kilroy. Vervolgens werkte hij ook aan eigen series, zoals aan het horrorverhaal Dödens fågel (Vogel des doods) en het sciencefictionverhaal Mannen från Claa (De man van Claa).
Vervolgens hield hij zich tot 1960 bezig met het maken van illustraties en fotografie. Ook produceerde hij een korte film, Statyetten, waarvoor hij lovende kritieken kreeg. Vervolgens keerde hij terug naar de stripwereld toen hij door de uitgever Semic was gevraagd om de covers te leveren voor het tijdschrift Fantomen. Deze covers bleef hij veertig jaar lang tekenen. Daarnaast maakte hij samen met Börje Nilsson de dagelijkse strip over Pelle Svanslös.
In 1969 startte hij samen met Per-Anders Jonsson en Janne Brydner de uitgeverij Inter Art, van waaruit ze twee stripboeken voortbrachten, Mystiska 2:an (De gemeimzinnige 2) en Kilroy. De uitgeverij was geen lang leven beschoren en Gohs vervolgde daarna met een nieuwe serie voor Semic. Desalniettemin wordt Mystiska 2:an gezien als een mijlpaal in de Zweedse stripboekenwereld. Internationaal is Gohs niet doorgebroken. Hij is actief gebleven tot het begin van de 21e eeuw.